# 四条隆俊
四条 隆俊（しじょう たかとし）は、南北朝時代の公卿。大納言・四条隆資の子。官位は従一位・内大臣。南朝に仕え、公卿でありながら北朝や足利氏との戦いで度々功を挙げるなど活躍するが、最後は長慶天皇を守って討死。父同様の最期を遂げた。

## 経歴
正平7年/文和元年（1352年）、父・隆資が北朝との戦いで討死するとその後継となる。父同様後村上天皇に仕え、権中納言を経て南朝:建徳3年文中元年/北朝:応安5年（1372年）には内大臣に任じられるなど南朝で重きをなした。また、この頃の南朝は足利直冬や北朝方から転じた細川清氏らと図って何度か京都侵攻を行なっているが、隆俊は南朝軍の総大将に任じられ、武功を上げている。
南朝において隆俊は和田正武や北畠顕能と共に対北朝主戦派であり、楠木正儀らの和平派とは反目していた。正平24年/応安2年（1369年）に正儀が北朝に投降すると、長慶天皇の命で正儀の居城東条城を攻撃している。
文中2年/応安6年（1373年）、正儀を先導とした幕府の軍勢は南朝の行在所天野山金剛寺を攻める。これに対して和田正武らが懸命に防戦するも支えきれずに敗退。幕府軍の追撃は厳しく、撤退戦のさなか殿を務めた隆俊は奮戦むなしく討ち取られてしまった。『花営三代記』によれば、隆俊はこのとき兵を率いて幕府軍の細川氏春の陣に奇襲をかけたものの返り討ちに遭い、あえなく討ち死にしたとある。隆俊の兄弟たちもこれに先んじて死亡しているか消息不明であり、隆俊の死をもって隆資の系統は断絶した。
隆俊は和歌に堪能であり、後年宗良親王（後醍醐天皇の皇子）が編纂した『新葉和歌集』に隆俊の詠んだ歌が載せられている。